# Jonas Gruber
Jonas Gruber (* 19. Februar 1977 in Pfäffikon ZH, Schweiz) ist ein Schweizer Schauspieler.

## Leben
Jonas Gruber studierte Schauspiel an der Münchner Otto-Falckenberg-Schule (1997–2001). Er war festes Ensemblemitglied am Theater Konstanz, Theater Bonn und am Düsseldorfer Schauspielhaus. Seit 2016 ist er freiberuflich tätig. Er lebt in Düsseldorf, ist verheiratet und hat zwei Töchter.

## Filmografie (Auswahl)
- 2020: Unter uns – Serie RTL, Regie: Herbert Wüst
- 2018: Heldt – Serie  ZDF, Regie: Britta Keils
- 2018: Einstein – Serie Sat.1, Regie: Oliver Dommenget
- 2018: Soko Köln – Serie ZDF, Regie: Sascha Thiel
- 2017: Der Club der roten Bänder – Serie VOX, Regie: Jan Martin Scharf
- 2016: Die Rentnercops – Serie ARD, Regie: Thomas Durchschlag
- 2016: Alarm für Cobra 11 – Serie RTL, Regie: Nico Zavelberg
- 2014: Danni Lowinski – Serie Sat1, Regie: Uwe Janson
- 2013: Der Bestatter – Stierebluet, Serie SRF, Regie: Christian von Castelberg
- 2012: Tatort – Trautes Heim  WDR/ARD, Regie: Christoph Schnee
- 2011: Unsere Mütter, unsere Väter, Mehrteiler ZDF, Regie: Philipp Kadelbach
- 2010: Ruhm, Kinofilm, Regie: Isabel Kleefeld
- 2009: 4 Singles, Sketch Comedy RTL, Regie: Erik Polls
- 2009: Notruf Hafenkante – Held für einen Tag, Serie ZDF, Regie: Bodo Schwarz–
- 2008: Alter vor Schönheit, TV-Film ZDF, Regie: Thomas Nennstiel
- 2005: Rohtenburg, Kinofilm USA/D, Regie: Martin Weisz
- 2005: Tatort – Gebrochene Herzen, SWR/ARD, Regie: Jürgen Bretzinger
- 2005: Alarm für Cobra 11 – Das Versprechen, Serie RTL, Regie: Sebastian Vigg
- 2004: LiebesLeben – Heul doch, Sitcom SAT 1, Regie: Tobi Baumann
- 2001: Feuer, Eis und Dosenbier, Kinofilm, Regie: Matthias Dinter
- 2001: Vollgas, Kinofilm A, Regie: Sabine Derflinger
- 2001: Sternenfänger, Serie ARD, Regie: Marcus Ulbricht
- 2000: Stille Liebe, Kinofilm CH, Regie: Christoph Schaub
- 1998: Der Onkel vom Meer, Kinofilm CH, Regie: Marie-Luise Bless
- 1997: Neue Freiheit – Keine Jobs – Schönes München – Stillstand, Regie: Herbert Achternbusch
- 1994: Der Nebelläufer, Kinofilm CH, Regie: Jörg Helbling

## Theaterrollen (Auswahl)
- 2021 Gift. Eine Ehegeschichte (Lot Vekemans), Frame Company, Regie: Roland Riebeling
- 2020 Endstation Sehnsucht, Theater Trier; Rolle: Stanley Kowalski, Regie: Harald Demmer
- 2019 Amy4Eva, Staatstheater Darmstadt, Regie: Ulf Goerke
- 2018 Der zerbrochne Krug, Theater Wuppertal, Rolle: Gerichtsrat Walter, Regie: Marcus Lobbes
- 2018 Szenen einer Ehe, Grenzlandtheater Aachen, Rolle: Johan, Regie: Harald Demmer
- 2017 Der Sturm (William Shakespeare), Theater Wuppertal, Rolle: Miranda, Gonzalo, Regie: Marcus Lobbes
- 2017 Auerhaus (Bov Bjerg), Staatstheater Darmstadt, Rolle: Harry, Regie: Nike-Marie Steinbach
- 2016 Das Abschiedsdinner (Delaporte und de la Patellière), Staatstheater Darmstadt, Rolle: Pierre, Regie: Caro Thum
- 2016 Ziemlich beste Freunde (Gunnar Drexler), Casinotheater Winterthur, Rolle: Antoine, Regie: Matthias Kaschig
- 2016 Wir sind keine Barbaren (Philipp Loehle), Düsseldorfer Schauspielhaus, Rolle: Mario, Regie: Mona Kraushaar
- 2016 Der aufhaltsame Aufstieg des Arturo Ui (Bertolt Brecht), Düsseldorfer Schauspielhaus, Rolle: Butcher, Regie: Volker Hesse
- 2015 Ein bisschen Ruhe vor dem Sturm (Theresia Walser), Düsseldorfer Schauspielhaus, Rolle: H1, Regie: Marcus Lobbes
- 2015 Die Verwandlung (Kafka), Düsseldorfer Schauspielhaus, Rolle: Mann, Regie: Alexander Müller-Elmau
- 2015 Toi Toi Buh (Jonas Gruber), Soloabend Eigenproduktion, Regie: Nicole Kersten
- 2015 März, ein Künstlerleben (Kipphardt), Düsseldorfer Schauspielhaus, Rolle: Zenger, Regie: Alexander Müller-Elmau
- 2014 Judith (Friedrich Hebbel), Schauspiel Köln, Rolle: Hauptmann, Regie: Christina Paulhofer
- 2014 Trommeln in der Nacht (Bertolt Brecht), Theater und Orchester Heidelberg, Rolle: Glubb, Regie: Holger Schultze
- 2013 Die drei Musketiere (J. Popig nach Alexandre Dumas), Theater und Orchester Heidelberg, Rolle: Graf von Rochefort, Regie: Holger Schultze
- 2013 Hedda Gabler (Henrik Ibsen), Theater und Orchester Heidelberg, Rolle: Richter Brack, Regie: Cornelia Crombholz
- 2010–2012 Peer Gynt (Henrik Ibsen), Schauspielhaus Bochum, Rollen: Schmied Aslak, Troll, Knopfgießer, Regie: Roger Vontobel
- 2010–2012 Die Labdakiden (nach Sophokles, Aischylos, Euripides), Schauspielhaus Bochum, Rollen: Bote, Wächter, Chor, Regie: Roger Vontobel
- 2010–2012 Eisenstein (Christoph Nußbaumeder), Schauspielhaus Bochum, Rolle: Josef, Regie: Anselm Weber
- 2011 Peter Pan (Anna Heesen & Markus Heinzelmann nach J. M. Barrie), Düsseldorfer Schauspielhaus, Rollen: John Darling, Michael Darling, verlorene Kinder, Regie: Markus Heinzelmann
- 2011 Erreger (Albert Ostermaier), Monolog, Theater und Orchester Heidelberg, Rolle: Trader, Regie: Andrea Thiesen
- 2011 Die Jungfrau von Orleans (Friedrich Schiller), Schauspielhaus Bochum, Rollen: Philipp der Gute, Beaupère, Regie: Roger Vontobel
- 2008–2010 Don Carlos (Friedrich Schiller), Prinzregenttheater Bochum, Rolle: Prinz Carlos, Regie: Sibylle Broll-Pape
- 2009 Die Entführung aus dem Serail (Komposition: Wolfgang Amadeus Mozart, Text: J.G. Stephanie d. J.), Staatstheater Braunschweig, Rolle: Bassa Selim, Regie: Mariame Clément
- 2008 Die Orestie (Aischylos), Schauspiel Essen, Rolle: Aigisthos, Regie: Roger Vontobel
- 2007 Weisse Teufel (Rebekka Kricheldorf nach John Webster), Schauspiel Bonn, Rolle: Francesco, Regie: Matthias Kaschig
- 2006 Die Familie Schroffenstein (Heinrich von Kleist), Schauspiel Bonn, Rolle: Ottokar, Regie: Ingo Berk
- 2006 Der Sturm (William Shakespeare), Schauspiel Bonn, Rolle: Ferdinand, Regie: Stefan Otteni
- 2006 Die Trachinierinnen (Sophokles), Schauspiel Bonn, Rolle: Hyllos, Regie: Ingo Berk
- 2005 Kabale und Liebe (Friedrich Schiller), Schauspiel Bonn, Rolle: Ferdinand, Regie: Matthias Kaschig
- 2005 Woyzeck (Georg Büchner), Schauspiel Bonn, Rolle: Tambourmajor, Regie: Stefan Otteni
- 2004 Der Streit (Pierre Carlet de Marivaux), Schauspiel Bonn, Rolle: Azor, Regie: Matthias Kaschig
- 2004 Der Würgeengel (L. Alcoriza, Luis Buñuel, bearb. K. Woudstra), Schauspiel Bonn, Rolle: Clemens Bicker, Regie: Klaus Weise
- 2004 Die Jungfrau von Orleans (Friedrich Schiller), Theater Konstanz, Rolle: Lionel, Regie: Dagmar Schlingmann
- 2003 Hamlet (William Shakespeare), Theater Konstanz, Rolle: Hamlet, Regie: Bernhard Stengele

## Auszeichnungen
- 2003 Förderpreis der Armin-Ziegler Stiftung für die Rolle Hamlet in Hamlet am Theater Konstanz
- 1999 Studienpreis Schauspiel des Migros-Kulturprozent, Schweiz
- 1998 Studienpreis Schauspiel des Migros-Kulturprozent. Schweiz